# Anoda crenatiflora
Anoda crenatiflora là một loài thực vật có hoa trong họ Cẩm quỳ. Loài này được Ortega mô tả khoa học đầu tiên năm 1798.